# Perxylobates barbatus
Perxylobates barbatus är en kvalsterart som beskrevs av Hammer 1972. Perxylobates barbatus ingår i släktet Perxylobates och familjen Protoribatidae. Inga underarter finns listade i Catalogue of Life.